# Board of Ordnance
Le Board of Ordnance, parfois appelé, "commission du matériel militaire", ou "Conseil de l'Artillerie", constituait en Angleterre un ministère autonome, chargé de présenter, après 1688, au vote du parlement la politique d'approvisionnement des armées, en particulier sur le plan des matériels.
Organisme très puissant dont l'origine remonte au Moyen Âge, hébergé dans la tour de Londres, dirigé par un général chevronné provenant de la haute noblesse, il disposait d'un secrétaire au Parlement. Le plus ancien Master of Ordnance connu était Nicholas Merbury (en), nommé en 1415-1420 par le roi Henri V d'Angleterre.
Board of Ordnance avait pour fonction de fournir les canons, les armes de toutes sortes, la poudre et les munitions aussi bien à la Royal Navy qu'à l'armée et de surveiller la construction et de l'entretien des fortifications ou de toute autre construction militaire.  Toute arme et objet appartenant au Board of Ordnance sont identifiés par une petite flèche accompagnée des lettres « B.O. ».
Le Board of Ordnance possédait sa propre petite armée, regroupant les artilleurs et les services du Génie, secondés, depuis la fin du XVIIIe siècleXVIIIe siècle, par des compagnies régulières d'artificiers, de sapeurs et de mineurs.
Son organisation fut très tôt portée sur la rigueur et la méritocratie, en particulier au XVIIIe siècle, lorsque le choix d'une bonne technologie pour la Royal Navy et ses canons joua un rôle clé lors de la guerre de la Ligue d'Augsbourg et la guerre de Sept Ans. Les officiers (Royal Engineers) sont formés à la Royal Military Academy et, contrairement à beaucoup d'officiers britanniques nobles qui achètent simplement leur brevet et leur place dans l’armée, ceux-ci entrent comme cadets-gentilshommes (Gentlemen cadets) à douze ans et gagnent leurs galons de sous-lieutenant en passant des examens.
Plus modeste en effectif que les autres armées d’Europe, l’armée britannique profita ainsi, en particulier sur les mers, d'un regroupement et d'une organisation particulièrement efficace de ses armes savantes : artillerie et génie.
Après la révolte des jacobites en Écosse, en 1745, le roi George II demanda au Board of Ordnance d'organiser un levé de plan des Highlands, appelé Ordnance Survey et ensuite étendu au reste du territoire.
Cependant, les besoins de l’armée en effectifs de spécialistes augmentant, le recrutement se fit moins rigoureux avec le temps. Cette organisation survécut jusqu'en 1854, année durant laquelle le ministère de la Guerre fut séparé de celui des Colonies pour devenir une entité propre et l'armée réorganisée de fond en comble par création des corps spécialisés pour les soins médicaux, le transport, la logistique et l'armement, la composition des régiments étant uniformisée. Parmi ses dernières décisions, le Board of Ordnance essaya le Colt et l'Adams et donna sa préférence au premier, l'adoptant en fait pour en doter les sergents des régiments de lanciers.